# Anomala kochi
Anomala kochi är en skalbaggsart som beskrevs av Machatschke 1972. Anomala kochi ingår i släktet Anomala och familjen Rutelidae. Inga underarter finns listade i Catalogue of Life.